# Завръщането на живите мъртви 2
„Завръщането на живите мъртви 2“ (на английски: Return of the Living Dead Part II) е американска хорър комедия от 1988 г.

## Сюжет
Внимание:  Текстът по-долу разкрива сюжета на произведението (или части от него)!
Сюжетът акцентира върху седем души, които се опитват да избягат от града, след като маса от немъртви се събудждат, вследствие на барел, пълен с Триоксин газ, останал от първия филм. В този филм е разкрито, че само мощни електрически разряди са единственият сигурен начин за унищожаване на зомбита, без риск от реанимиране на повече трупове.

## Актьорски състав
- Джеймс Карън – Ед
- Том Матюс – Джоуи
- Марша Дайтлайн – Луси Уилсън
- Дейна Ашбрук – Том Есекс
- Сюзън Снайдер – Бренда
- Майкъл Кенуърти – Джеси Уилсън